# يسبر بانك
يسبر بانك (بالدنماركية: Jesper Bank)‏ هو ربان ‏ دنماركي، ولد في 6 أبريل 1957 في فريديريكا في الدنمارك.

## وصلات خارجية
- يسبر بانك على موقع الاتحاد الدولي للملاحة الشراعية (موقع جديد) (الإنجليزية)
- يسبر بانك على موقع الاتحاد الدولي للملاحة الشراعية (موقع قديم) (الإنجليزية)
- يسبر بانك على موقع اللجنة الأولمبية الدولية (الإنجليزية)
- يسبر بانك على موقع أوليمبيديا (الإنجليزية)